# Pasar Satelit
Pasar Satelit is een bestuurslaag in het regentschap Lubuklinggau van de provincie Zuid-Sumatra, Indonesië. Pasar Satelit telt 3235 inwoners (volkstelling 2010).